# Nebethetepet
Nebethetepet (nb.t-ḥtp.t) az ókori egyiptomi vallás egyik istennője. Nevének jelentése „az áldozatok úrnője” vagy „az elégedett úrnő”. Héliopoliszban tisztelték Atum női párjaként, hasonlóan Iuszaaszhoz; összefüggésbe hozták Hathorral is. A teremtés női princípiumát, Atum kezét személyesítette meg, ezen túlmutató jelentősége nem volt.